# Feldfutterbau
Feldfutterbau, auch Ackerfutterbau, ist neben der Grünlandbewirtschaftung eine alternative Produktionsrichtung für die Grundfutterversorgung von Wiederkäuern (Rinder, Ziegen und Schafe) und Pferden. Im Unterschied zum Futterbau wird dieser auf Äckern betrieben. Als Wechselwiesen oder -weiden löst er die Ackernutzung für einen kürzeren oder längeren Zeitraum ab, um Vergrasung oder Verunkrautung zu verringern oder dem Ackerboden eine bracheähnliche Erholung zu gewähren. Das Feldfutter ersetzt in bergigen Gebieten oftmals den Silomais und in trockenen Gebieten das Dauergrünland.

## Standorte
Bei ungenügender Fläche oder Leistung von Wiese oder Weide stellt der Feldfutterbau mehr einen Ersatz dar. Leistungssteigerung ist dabei mit geringerem Aufwand und größerem Dauererfolg als beim Ackerland zu erzielen. Der Feldfutterbau ist hierbei in der Lage einen Bedarf zu decken, welcher durch Wiese und Weide nach Erschöpfung aller vernünftigen Möglichkeiten nicht verwirklicht werden kann.

## Verwendete Arten
Zu den angebauten Futterpflanzen gehören Futterklee und -gräser, Luzerne, sowie Silomais- und Futterrüben. Wechselgrünland kann nach anfänglich hohen Erträgen nach dem Absinken zur Wiederaufnahme der Ackernutzung führen. Die günstigste Form der Verwertung stellt der Weidegang dar. Ziel ist wie beim Futterbau die gleichmäßige Versorgung mit Grünfutter in gleichbleibender Qualität und die Verbesserung des Futtergeschmacks.
Folgend aufgelistete Arten geben einen Einblick in Feldfutterbaupflanzen für die Grünfütterung nach Knoll 1935 und Bayrische LfL 2008. Je nach Standort- und Bodenverhältnissen sowie Nutzungsintensität variieren die bestmöglichen Artenkombinationen.

### Eiweißfutterpflanzen
|                                  | Empfehlung |                    |
|                                  | Knoll 1935 | Bayrische LfL 2008 |
| Kleearten                        |            |                    |
| Luzerne                          | x          | x                  |
| Rotklee (Wiesen-Klee)            | x          | x                  |
| Saat-Esparsette                  | x          |                    |
| Inkarnat-Klee                    | x          |                    |
| Serradella                       | x          |                    |
| Hornklee                         | x          |                    |
| Bastardklee (Schweden-Klee)      | x          |                    |
| Weiß-Klee                        | x          | x                  |
| Perserklee                       |            | x                  |
| Grasarten                        |            |                    |
| Einjähriges Weidelgras (diploid) |            | x                  |
| Welsches Weidelgras (diploid)    |            | x                  |
| Wiesenschwingel                  |            | x                  |
| Wiesenlieschgras                 |            | x                  |
| Gewöhnlicher Glatthafer          |            | x                  |
| Knaulgras                        |            | x                  |
| Deutsches Weidelgras             |            | x                  |
| Hülsenfrüchte                    |            |                    |
| Futtererbse                      | x          |                    |
| Futterwicke                      | x          |                    |
| Zottelwicke                      | x          |                    |
| Ackerbohne                       | x          |                    |
| Lupine                           | x          |                    |
| Sojabohne                        | x          |                    |

### Massenfutterpflanzen
- Silomais
- Topinambur
- Sonnenblume
- Markstammkohl
- Hirse
- Sudangras
- Massenrübe (Futterrübe)
- Kartoffel (Erdäpfel, Erdbirne)
- andere Grasarten